# Морис Карно
Морис Карно (енгл. Maurice Karnaugh; Њујорк, 4. октобар 1924 — Бронкс, 8. новембар 2022) био је амерички физичар, познат по Карноовим картама које се користе у Буловој алгебри.
Студирао је математику и физику у Градском колеџу у Њујорку (1944—48), а онда се пребацио на Јејл да би дипломирао (1949), магистрирао (1950) и докторирао физику са тезом The Theory of Magnetic Resonance and Lambda-Type Doubling in Nitric-Oxide (1952).
Карно је радио у Bell Labs (1952—66), где је развио Карноову карту (1954) као и патенте за PCM енкодинг и магнетна логичка кола и кодирање.
Касније је радио у IBM-овом одељењу Federal Systems Division у Гејтерсбургу (1966—70) и у IBM Томас Џ. Вотсон истраживачком центру (1970—89), проучавајући вишестепене мреже за међуповезивање.
Карно је изабран за члана организације IEEE (1976) и имао је место на Политехничком универзитету Њујорка у Вестчестеру (1980—1999).